# Issetskoje (Swerdlowsk)
Issetskoje (russisch Исе́тское) ist ein Dorf (selo) in der Oblast Swerdlowsk in Russland mit 173 Einwohnern (Stand: 2010).

## Geographie

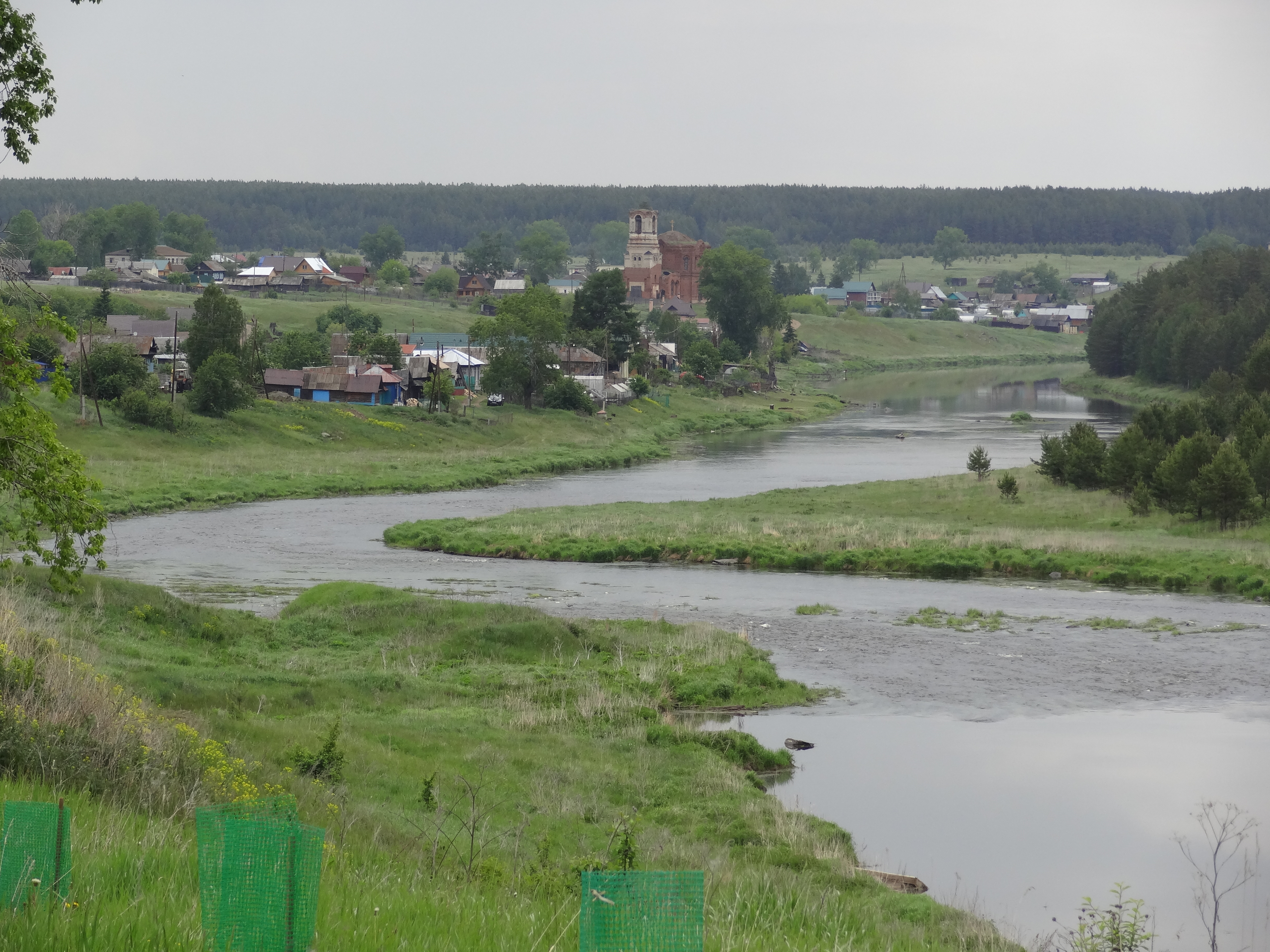
Panorama von Issetskoje

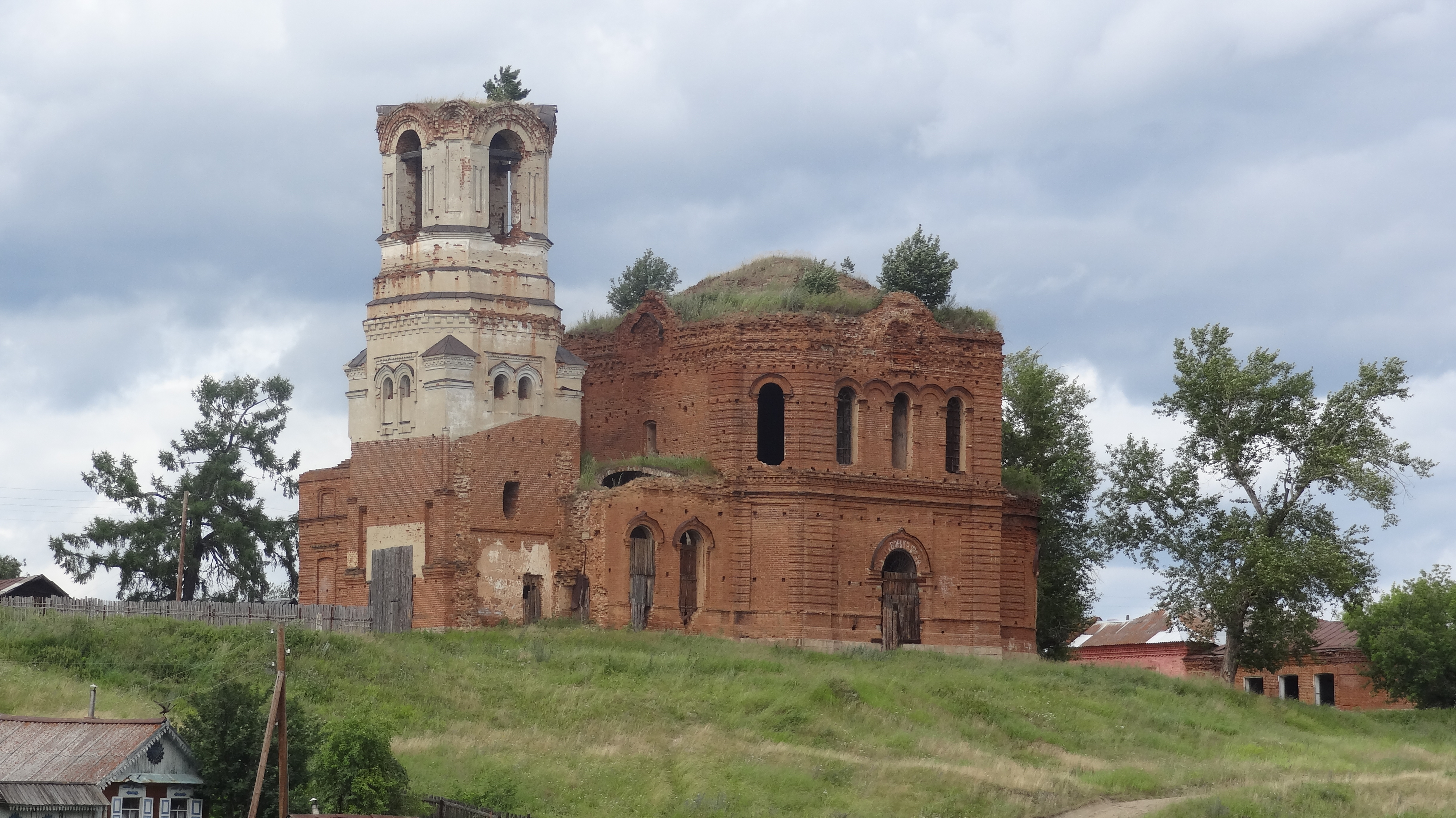
Kirche des heiligen Nikolaus von Myra in Issetskoje

Der Ort liegt knapp 90 km Luftlinie südöstlich des Oblastverwaltungszentrums Jekaterinburg und 20 km südwestlich der Stadt Kamensk-Uralski, am links Ufer der Isset.

## Bevölkerung

### Bevölkerungsentwicklung
| Jahr | Einwohner |
| ---- | --------- |
| 2002 | 206       |
| 2010 | 173       |

Anmerkung: Volkszählungsdaten

### Bevölkerungsstruktur
Laut Volkszählungsdaten von 2002 war die Bevölkerung ethnisch folgendermaßen aufgeteilt:
- Russen – 89 %
- Tataren – 5 %

Laut Volkszählungsdaten von 2010 war die Bevölkerung nach Geschlecht folgendermaßen aufgeteilt:
- Männer – 78
- Frauen – 95